# 721
Cette page concerne l'année 721  du calendrier julien. Pour l'année 721 av. J.-C., voir 721 av. J.-C.
L'année 721 est une année commune qui commence un mercredi.

## Événements
- 13 février[1] : début du règne de Thierry IV, roi des Francs (fin en 737).
- 9 juin : le duc Eudes d'Aquitaine bat les musulmans d’Al-Samh ibn Malik près de Toulouse. Par la suite, il ne peut cependant reprendre Narbonne. C'est la première défaite sérieuse des armées arabes en Europe[2]. Elle laisse à la Gaule un répit de quatre ans avant la prochaine expédition, dirigée vers la vallée du Rhône en 725, et la prise des villes de Carcassonne et Nîmes [3]. Abd el Rahman prend la tête des troupes musulmanes en retraite et se réfugie à Narbonne. Élu par ses soldats, il assure l'intérim comme gouverneur de Cordoue jusqu'à la nomination d'Anbasa en août[4].
- Juillet : édit iconoclaste du calife omeyyade Yazid II[5]. Le calife Yazid II proscrit toute représentation de créature dans l’art, pour les chrétiens et les musulmans. De nombreuses statues antiques sont brisées, des peintures et des icônes sont lacérées, les crucifix supprimés (annulé à la mort de Yazid en 723).

- Le Turc oriental Bilge Kaghan fait la paix avec la Chine[6].
- Victoire des Bretons des Cornouailles sur les Saxons à la bataille de Hehil (721 ou 722)[7], probablement près de l'estuaire de la Camel[8].
- Le missionnaire Anglo-Saxon Boniface évangélise la région de la Hesse en Germanie[9].
- Léon III décrète la conversion obligatoire des Juifs dans l'empire byzantin[10].

## Décès en 721
- 13 février[1] : Chilpéric II, roi de Neustrie de 715 à 719, puis roi des Francs de 719 à 721.
- 9 juin : Al-Samh ibn Malik al-Khawlani, gouverneur de l'Espagne musulmane, à la bataille de Toulouse[3].